# Pierre Marie François Pagès
Pierre Marie François, Vicomte de Pagès (* 16. Oktober 1740 in Toulouse; † 11. Januar 1792 auf Saint-Domingue) war ein französischer Marineoffizier, Abenteurer und Forschungsreisender.

## Leben

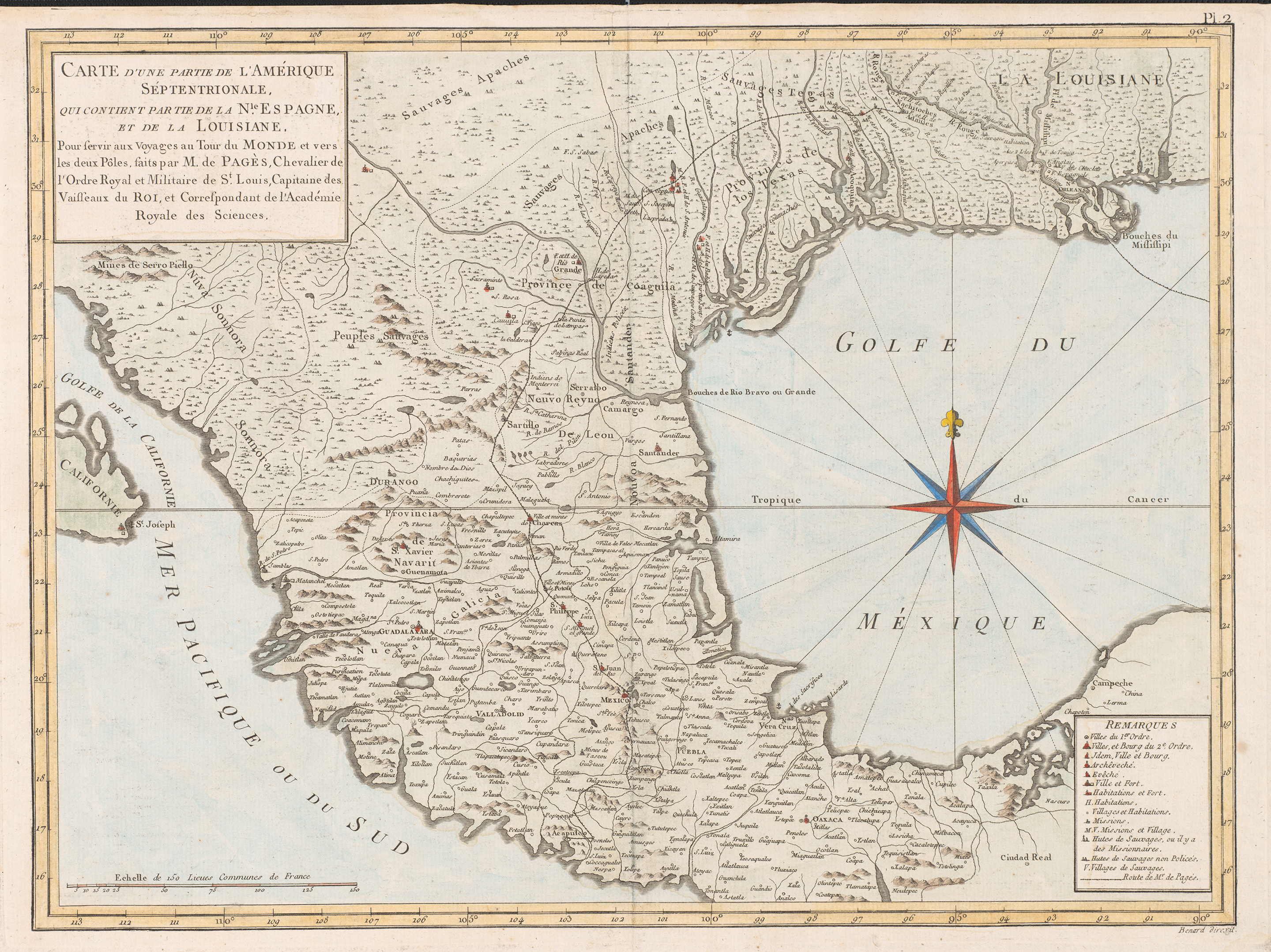
Pagès Karte von Nordamerika, 1782

Pierre Marie François, Vicomte de Pagès entstammte einer vornehmen Familie. Er trat im Mai 1757 im Alter von 16 Jahren in die französische Marine ein, diente auf der Triton im Mittelmeer und nahm dabei an der Eroberung eines feindlichen Kaperschiffes teil. 1759 schiffte er sich auf der Souverain ein und beteiligte sich am 17. August dieses Jahres an einem Kampf in Lagos sowie am 10. Oktober an einem vor Rochefort ausgetragenen Gefecht; bei beiden Gelegenheiten wurde er verwundet. 1765 befand er sich an Bord der Gracieuse, die zum Kampf gegen die marokkanischen Freibeuter von Larache bestimmt war. Im nächsten Jahr versah er Dienst auf der Dédaigneuse, mit der er Kämpfe bei Saint-Domingue (heute ein Teil Haitis) mitmachte.
Bald danach fasste Pagès den Entschluss, eine Weltreise zu unternehmen. Falls möglich, wollte er auch die Nordwestpassage entdecken. In der Beschreibung seiner Reisen führt er aus, dass es seine Absicht gewesen sei, die nördlichen Küsten Asiens zu durchwandern. Er plante, sich mit der Lebensart der nördlichen Völker vertraut machen, ihnen auf ihren Wanderungen folgen und sich so von Ort zu Ort längs der Meeresküste vorwärts begeben. Auf diese Weise glaubte er, entweder den Seeweg im Norden Sibiriens zu finden oder sich von dessen Unmöglichkeit überzeugen zu können, wenn der Zusammenhang der Küste ihn nach Nordamerika geführt hätte. Allerdings kam dieser Plan nie zur Ausführung.
Am 30. Juni 1767 fuhr Pagès jedenfalls von der auf Saint-Domingue gelegenen Stadt Kap Français nach Louisiana ab. Am 28. Juli langte er in New Orleans an, folgte dem Mississippi und Red River stromaufwärts bis Natchitoches, durchquerte das damals fast noch ganz wüste Texas und kam am 28. Februar 1768 in Mexiko-Stadt an. Nach einem kurzen Aufenthalt in dieser Hauptstadt begab er sich nach Acapulco und schiffte sich dort am 2. April ein. In Manila, der Hauptstadt der Philippinen, kam er wegen widriger Winde erst am 15. Oktober 1768 an und fand hier nicht die gewünschte Unterstützung, um durch China reisen zu können. Er entschloss sich daher, seinen Plan, nach dem nördlichen Asien zu wandern, für jetzt aufzugeben und die Reise um die Welt so zu beenden, dass er den Rückweg über Ostindien machte. Er besuchte nun 1769/70 nacheinander u. a. Batavia, Bombay, Maskat, Basra, Damaskus und den Libanon. Schließlich kam er, nachdem er an Rhodos, Malta und Sardinien vorbeigesegelt war, am 5. Dezember 1771 in Marseille an. Er war schon lange für tot gehalten worden und erschien nun so verändert durch die Beschwerden der langen Reise, dass seine Verwandten und Freunde ihn kaum wiedererkannten.
Pagès trat erneut seine Stelle bei der Marine an. 1773 wurde er zur Teilnahme an der von Kerguelen befehligte Expedition nach den südlichen Erdregionen bestimmt. Er nahm erfreut an und kehrte auch von dieser gefahrvollen Reise wohlbehalten zurück. Mit Erlaubnis seiner Vorgesetzten segelte er im Frühjahr 1776 auf einer Fregatte von Toulon nach Brest, um sich in Holland an Bord eines für den Walfang bei Spitzbergen ausgerüsteten Schiffs zu einer Forschungsreise in das Nördliche Polarmeer einzuschiffen. Der hauptsächliche Grund dieser Expedition bestand darin, das Klima hoher nördlicher Breiten mit jenem der Südpolargegenden, das ihm bei Kerguelens Expedition viel kälter erschienen war, zu vergleichen. Am 16. April 1776 legte Pagès von Texel ab und erreichte am 16. Mai 81° 30′ nördlicher Breite, wo das Meer noch relativ eisfrei war; doch stieß das Schiff etwa nördlicher bereits auf eine massive Eisdecke. Am 16. August 1776 landete Pagès wieder im Hafen von Amsterdam.
Im Zuge des Amerikanischen Unabhängigkeitskrieges nahm Pagès an Bord der Fier am 27. Juli 1778 an der Seeschlacht bei Ouessant teil. Am 4. Juli 1779 war er bei der Eroberung Granadas anwesend. Im Januar 1781 kehrte er nach Frankreich zurück und wurde im August 1781 zum Korrespondenten der königlichen Akademie der Wissenschaften ernannt. Er schied im Januar 1782 mit dem Grad eines Schiffskapitäns aus dem Marinedienst aus, zog sich auf seine Besitzung, eine Pflanzung auf Saint-Domingue, zurück und wurde hier bei dem Sklavenaufstand 1792 wie viele seiner Landsleute ermordet. Unter anderem war er Ritter des Ordre royal et militaire de Saint-Louis gewesen. 1781 wurde er korrespondierendes Mitglied der Académie des sciences.
Pagès’ Reisebeschreibung, Voyages autour du monde et vers les deux pôles, par terre et par mer, pendant les années 1767-1776 (2 Bde., Paris 1782, mit Kupfern und Karten) gibt nach dem Urteil Eyriès’ ein Zeugnis sowohl von dem Mut, der Geduld und der Tätigkeit als auch von der Wahrheitsliebe, Offenheit und Anspruchslosigkeit des Verfassers. Er erzählt nur das, was er beobachtet hat. Alexander von Humboldt, der 30 Jahre später den Teil von Mexiko bereiste, den auch Pagès berührt und beschrieben hatte, erklärt, dass er Pagès’ Angaben wahr und genau gefunden habe, dass aber kein Verlass auf die Rechtschreibung der spanischen und mexikanischen Eigennamen in Pagès’ Reisebeschreibung sei.